# Cyclodomorphus venustus
Cyclodomorphus venustus là một loài thằn lằn trong họ Scincidae. Loài này được Shea & Miller miêu tả khoa học đầu tiên năm 1995.